# ويب أسمبلي
ويب أسمبلي أو تَجْمِيعِ اَلْوِيب (بالإنجليزية: WebAssembly) (نقحرةً: ويب أسمبلي) اختصارًا بـ (وَازِمْ Wasm) هو معيار مفتوح يُّعرِّف صِيغة محمولة للترميز-الثنائي -(بايت كُودْ)- لتنفيذ برمجيةٍ ما، وتهدف تقنية تجميع الويب إلى تمكين تنفيذ برامج عالية الأداء على صفحات الويب، صُمم تجميع الويب بشكل يجعله قابلة للتنفيذ ومتكامل مع بيئات العمل الأخرى كذلك وليس حصرًا على متصفحات الويب، يعني ذلك قابلية تنفيذ «برمجيات تجميع الويب» بحد ذاتها (standalone). كما يمكن لبعض بيئات تشغيل جافاسكربت مثل نود جي اس، ودينو تشغيل تجميع الويب.

## نظرة عامة
تجميع الويب هو صيغة بايت ناتجة من المحول البرمجي، بمقدور المتصفحات ومشغلات جافاسكربت -الداعمة لـوَازِمْ (Wasm)- فكه وتنفيذه مباشرةً، على عكس لغات البرمجة التي تمر بعدة مراحل خلال الترجمة وصولًا للغة يستطيع الحاسوب تنفيذها.
يستخدم تجميع الويب آلة فتراضية تعتمد مفهوم المُكدس ومكدس الإستدعاءات ويعتبر ملف .wasm لغة وسيطة والتي تُحول من بايت-كود إلى تعليمات تفهمها الآلة، يتم تنفيذها في بيئة معزولة (Sandbox).

مخطط بياني يوضح آلية تنفيذ تجميع الويب

تم توفير الصيغة النصية المقروءة لتجميع الويب، لمساعدة المبرمجين على تتبع العلل والأخطاء وإصلاحها ويمكن تحويل ملفات .wat إلى .wasm والعكس.
اُعتمد تجميع الويب في 2019 الخامس من ديسبمبر من طرف رابطة الشبكة العالمية كمعيار في متصفحات الويب، بجانب جافاسكربت وCSS وHTML. يُمكن تجميع الويب مطوري الويب من تنفيذ برمجيات غير مكتوبة بجافاسكربت على المتصفح بشكل مباشر.
ولا تهدف تجميع الويب إلى استبدال لغة جافاسكربت في المتصفحات، بل أن تعمل معها جنبًا إلى جنب في الأماكن التي تكون فيها جافاسكربت بطيئة أو غير مناسبة لأداء وظيفة معينة في تطبيق الويب.
تقدم حزمة Emscripten SDK إمكانية أن ترجمة البرمجيات المكتوبة بلغة السي أو التي تدعم LLVM IR إلى ملف بَايْنَرِي لتجميع الويب.
كما تقدم لغات مثل رست ولغة غو إمكانية الترجمة إلى تجميع الويب.

## مصطلحات أساسية
قاموس لمجموعة مصطلحات إنجليزية تتعلق بويب أسمبلي مع تعريفها:
| مصطلحات إنجليزية متعلقة ويب أسمبلي | مصطلحات إنجليزية متعلقة ويب أسمبلي | مصطلحات إنجليزية متعلقة ويب أسمبلي |
| المصطلح                            | التّعريف | ملاحظة                             |
| ---------------------------------- | --- | ---------------------------------- |
| Virtual Machine (VM)               | الآلة الإفتراضية هي مُحاكاة لحاسوب يقوم بتنفيذ مجموعة تعليمات بسيطة (بايت كُودْ). |                                    |
| Binary                             | الشفرة الثنائية أو الترميز الثنائي (باينري)، هي شفرة تحمل المعلومات في مسلسلة رقمية تتكون من رمزين (0,1). |                                    |
| Bytecode                           | بايت كود أو شيفرة بايت، هي مجموعة تعليمات مكتوبة على هيئة شفرة ثنائية. |                                    |
| Sandbox Environment                | البيئة المعزولة أو الملعب، مصطلح يقصد به أن تنفيذ البرمجية تحصل في بيئة ليس لها وصول مباشر إلى موارد نظام التشغيل.                                                                                            |                                    |
| wasm Format                        | امتداد الملف .wasm عبارة عن ملف يحوي تعليمات ويب أسمبلي على هيئة شيفرة بايت. |                                    |
| wat Format                         | امتداد الملف .wat هو صيغة لكتابة مجموعة تعليمات ويب أسمبلي على هيئة صيغة نصية تشبه لغة التجميع، وتهدف الصيغة إلى تسهيل اكتشاف وتصحيح الأخطاء على المطوريين، وبالإمكان تحويلها لاحقًا إلى صيغة شيفرة بايت .wasm |                                    |

## التاريخ
أُعلِنَ عن تجميع الويب لأول مرة في 2015 ، وقد أثبت المفهوم لأول مرة من خلال تنفيذ Unity's Angry Bots على متصفح فاير فوكس، قوقل كروم، مايكروسوفت إيدج، وقد سبقتها بعض التقنيات لإجراء محاولات أولية مثل مشروع «آزِمْ» asm.js من موزيلا، ومشروع PNaCI من قوقل، وقد استندت التجارب الأولية إلى نموذج asm.js من موزيلا.

### asm.js -آزِمْ.ج س
تفرع من لغة جافا سكرِبت، صُمِّمت لتكون قابلًا للتوليد من لغات أخرى كلغة سِي C على سبيل المثال، ويكمن الفرق الجوهريّ بينها وبين الجافا سكربت العادية أن «آزِمْ» asm.js ستحافظ على أداء أفضل من جافا سكربت العادية. لا تزال تُستخدم في المتصفحات التي لا تدعم تجميع الويب WebAssembly، أو المتعطِّلة فيها لأسباب أمنية.
في فبراير 2018، قامت «مجموعة عمل تجميع الويب» WebAssembly Working Group بنشر ثلاث مسودات للعمل على توثيق كل من المواصفات والمعايير الأساسية ، وواجهة جافا سكربت JavaScript Interface وكذلك Web API التي يحتاج تجميع الويب لها.

## وازي
مشروع الواجهة البرمجية لنظام تجميع الويب (بالإنجليزية: WebAssembly System Interface) ويشار إليه اختصارًا بـ (وَازِي Wasi)، يهدف إلى توحيد المعايير وطرق عمل كود تجميع الويب في البيئات خارج المتصفح.

## المميزات والأهداف
- تمكين تنفيذ تطبيقات عالية الأداء ومقاربة إلى أداء التطبيقات الأصلية (Native Code).
- توفير صيغة محمولة (Portable).
- الحماية عن طريق العزل (Sandbox).
- العمل في بيئات متعددة (Cross Platform).

## مثال
شفرة برمجية بلغة السي، في مقابل شفرة تجميع الويب:
| شفرة برمجية مكتوبة بلغة C                                                      | صيغة .wat النصية لتجميع الويب | صيغة .wasm الشفرة الثنائية لتجميع الويب |
| ------------------------------------------------------------------------------ | --- | --- |
| int factorial(int n) { if (n == 0) return 1; else return n * factorial(n-1); } | (func (param i64) (result i64) local.get 0 i64.eqz if (result i64) i64.const 1 else local.get 0 local.get 0 i64.const 1 i64.sub call 0 i64.mul end) | 00 61 73 6D 01 00 00 00 01 00 01 60 01 73 01 73 06 03 00 01 00 02 0A 00 01 00 00 20 00 50 04 7E 42 01 05 20 00 20 00 42 01 7D 10 00 7E 0B 0B 15 17 |